# Agabiformius
Agabiformius es un género de crustáceo isópodo terrestre de la familia Porcellionidae.

## Especies
- Agabiformius excavatus Verhoeff, 1941
- Agabiformius lentus Budde-Lund, 1885
- Agabiformius manacori Racovitza, 1907
- Agabiformius modestus Budde-Lund, 1885
- Agabiformius obtusus Budde-Lund, 1909
- Agabiformius orientalis Dollfus, 1905
- Agabiformius pusillus Budde-Lund, 1885
- Agabiformius spatula Dollfus, 1905